# لويس بيسبروك
لويس بيسبروك (بالهولندية: Louis Biesbrouck)‏ (ولد في 20 فبراير 1921) هو لاعب كرة قدم هولندي سابق، كان يلعب كلاعب وسط.

## روابط خارجية
- لويس بيسبروك على موقع قاعدة بيانات كرة القدم.إي يو (الإنجليزية)
- لويس بيسبروك على موقع ناشيونال فوتبول تيمز (الإنجليزية)
- لويس بيسبروك على موقع عالم كرة القدم.نت (الإنجليزية)
- لويس بيسبروك على موقع أوليمبيديا (الإنجليزية)